# 锡伦巴赫
锡伦巴赫是德国巴伐利亚州的一个市镇。总面积17.84平方公里，总人口1578人，其中男性801人，女性777人（2011年12月31日），人口密度88人/平方公里。